# Weißkopf-Zaunkönig
Der Weißkopf-Zaunkönig (Campylorhynchus albobrunneus) ist eine Vogelart aus der Familie der Zaunkönige (Troglodytidae), die in Panama und Kolumbien verbreitet ist. Der Bestand wird von der IUCN als nicht gefährdet (Least Concern) eingeschätzt.

## Merkmale
Der Weißkopf-Zaunkönig erreicht eine Körperlänge von etwa 18,5 cm bei einem Gewicht von ca. 27,5 bis 39,0 g. Der gesamte Kopf, der Nacken, die Brust sowie der Großteil des Bauchs sind makellos weiß, wobei der Kopf häufig eine Brauntönung aufweist. Die Schultern, der Rücken, der Bürzel und die Oberschwanzdecken sind einheitlich matt schwarzbraun, gelegentlich mit einigen weißen Federn an der Schulter. Die Handschwingen und die Armschwingen sind matt bräunlich schwarz, der Schwanz dunkelbraun mit extrem unauffälligen feinen schwarzen Streifen auf der Oberfläche. Die Schenkel und der Steißbereich sind verschwommen graubraun. Die Augen sind dunkelrot, der Oberschnabel dunkelbraun bis gräulich braun, der Unterschnabel blass hornfarben und die Beine bleigrau. Beide Geschlechter ähneln sich im Aussehen. Jungtiere haben einen graubraun gestreiften Oberkopf, verstreute helle Sprenkel an den Schultern, ein gelbbraunes Gesicht und Teilbereiche der Unterseite, gelbbraunzimtfarbenen Bauch und graue Augen.

## Verhalten und Ernährung
Nur wenig ist über die Ernährung des Weißkopf-Zaunkönigs bekannt. Im Mageninhalt von Vögeln aus Panama fand man Käfer, Heuschrecken und Hautflüglerameisen. Sein Futter sucht er oft in kleineren Gruppen, wahrscheinlich erweiterte Familienmitglieder, in den mittleren bis oberen Straten bis in den oberen Baumkronen. Regelmäßig sucht er zwischen Epiphyten nach Beute.

## Lautäußerungen
Der Gesang des Weißkopf-Zaunkönigs besteht aus einer Serie harter kratziger Laute. Beide Geschlechter singen. Der Alarmruf ist ein harter kaak-Laut.

## Fortpflanzung
Die Brutbiologie des Weißkopf-Zaunkönigs ist bisher wenig erforscht. Nur wenige Nester wurden als kugelförmige Struktur mit Seiteneingang beschrieben. Diese befanden sich in Epiphyten in kleineren Bäumen.

## Verbreitung und Lebensraum
Der Weißkopf-Zaunkönig bevorzugt feuchte Wälder mit Epiphyten. Der Lebensraum beinhaltet auch leicht gestörte Wälder. Er bewegt sich in Höhenlagen von Meeresspiegel bis 1500 Metern. Während die Nominatform von der Panamakanalzone östlich bis in den westlichen Teil der Provinz Darién vorkommt, ist C. a. harterti vom östlichen Darién über die pazifischen Berghänge südlich bis ins Departamento del Cauca verbreitet.

## Migration
Es wird vermutet, dass der Weißkopf-Zaunkönig ein Standvogel ist.

## Unterarten
Es sind zwei Unterarten bekannt:
- Campylorhynchus albobrunneus albobrunneus (Lawrence, 1862)[3] – kommt im zentralen und östlichen Panama vor.
- Campylorhynchus albobrunneus harterti (Berlepsch, 1907)[4] – ist im extremen Osten Panamas und dem Westen Kolumbiens verbreitet. Die Unterart hat eine dunklere Oberseite als die Nominatform.[1]

## Etymologie und Forschungsgeschichte
Die Erstbeschreibung des Weißkopf-Zaunkönigs erfolgte 1862 durch George Newbold Lawrence unter dem wissenschaftlichen Namen Heleodytes albo-brunneus. Das Typusexemplar stammte von den atlantischen Berghängen Panamas. 1824 führte Johann Baptist von Spix die für die Wissenschaft neue Gattung Campylorhynchus ein. Dieser Name leitet sich von »campylos, camptō καμπυλος, καμπτω« für »gebogen, biegen« und »rhynkhos ῥυγχος« für »Schnabel« ab. Der Artname »albobrunneus« ist ein Wortgebilde aus »albus« für »weiß« und »brunneus, brunus« für »braun«. »Harterti« ist dem Ornithologen Ernst Hartert gewidmet.